# Monthodon
Monthodon ist eine französische Gemeinde mit 643 Einwohnern (Stand: 1. Januar 2022) im Département Indre-et-Loire in der Region Centre-Val de Loire; sie gehört zum Arrondissement Loches und zum Kanton Château-Renault. Die Einwohner werden Monthodonnais genannt.

## Geographie
Monthodon liegt etwa 38 Kilometer nordnordöstlich von Tours. Im Gemeindegebiet entspringt der Dême. Umgeben wird Monthodon von den Nachbargemeinden Les Hermites im Norden und Westen, Saint-Martin-des-Bois und Saint-Arnoult im Norden, Prunay-Cassereau im Nordosten, Authon im Osten, Le Boulay im Süden und Südosten, Saint-Laurent-en-Gâtines im Süden und Südwesten sowie La Ferrière im Westen und Südwesten.

## Geschichte
1822 wurde die bis dahin eigenständige Kommune Le Sentier nach Monthodon eingemeindet.

## Bevölkerungsentwicklung
| Jahr                      | 1962 | 1968 | 1975 | 1982 | 1990 | 1999 | 2006 | 2017 |
| Einwohner                 | 701  | 673  | 579  | 560  | 547  | 559  | 621  | 631  |
| Quelle: Cassini und INSEE |      |      |      |      |      |      |      |      |

## Sehenswürdigkeiten
- Kirche Saint-Étienne aus dem 11. Jahrhundert
- Alte Kirche Saint-Pierre in Le Sentier aus dem 12. Jahrhundert
- Protestantische Kirche in Le Sentier aus dem Jahre 1896

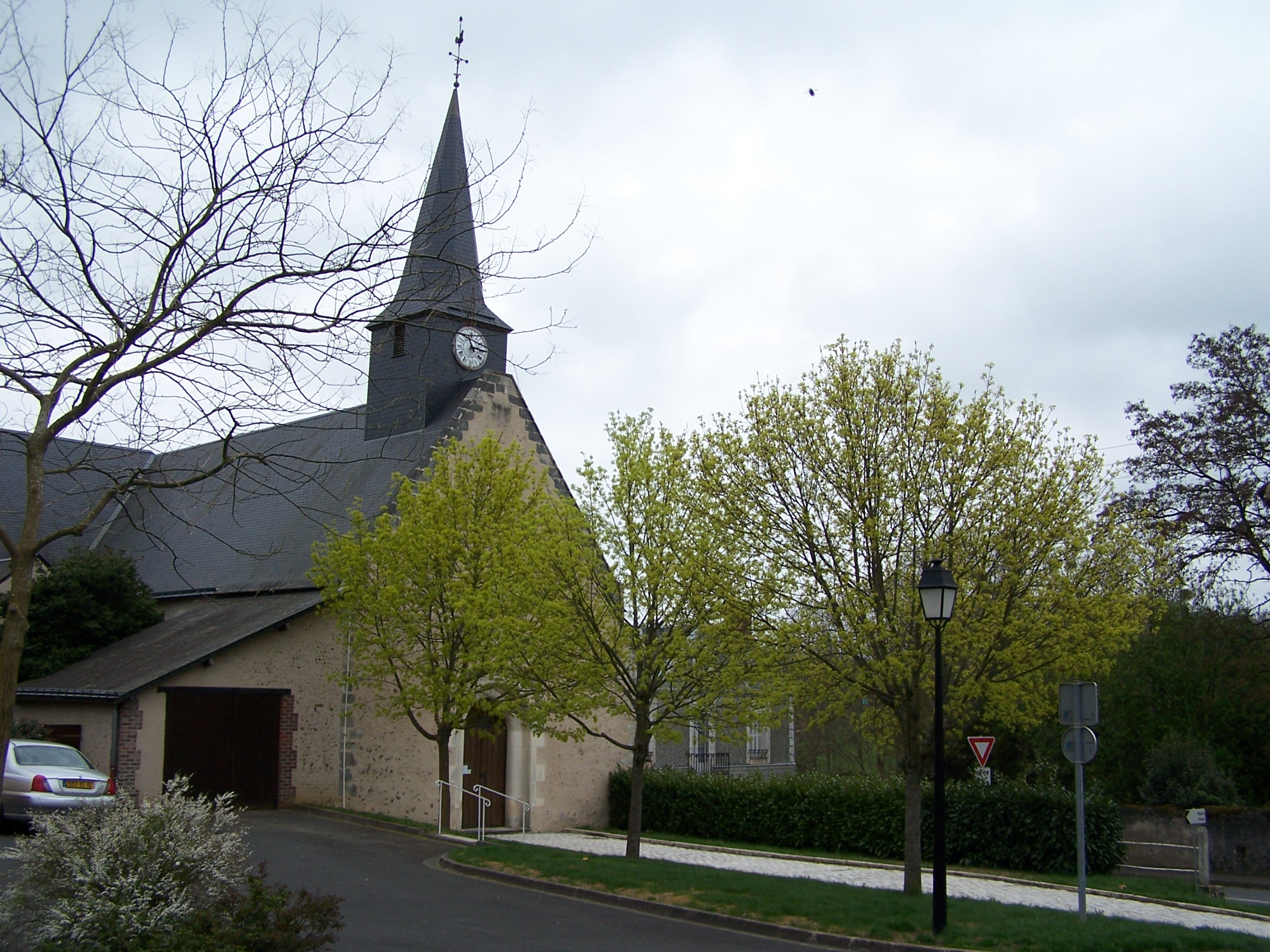
Kirche Saint-Étienne

- Zwei alte Waschhäuser